# Старый Колодец
Старый Колодец (укр. Старий Колодязь) — село,
Хорошевский сельский совет,
Петропавловский район,
Днепропетровская область,
Украина.
Код КОАТУУ — 1223887104. Население по переписи 2001 года составляло 55 человек.

## Географическое положение
Село Старый Колодец находится в балке Журавка на расстоянии в 4 км от села Хорошее и в 3,5 км от села Далёкое (Близнюковский район).